# Сыщик династии Мин
«Сыщик династии Мин» (кит. 成化十四年, пиньинь. Chéng Huà Shísì Nián, также известный как «14-й год правления императора Чэнхуа») — китайский телесериал, снятый по одноименному роману Мэн Сиши. В главных ролях Даррен Чэнь, Фу Мэн По и Лю Яо Юань. Премьера состоялась 1 апреля 2020 года на IQIYI.

## Сюжет
На 14-м году правления династии Мин чиновник шестого ранга префектуры Шунтянь Тан Фань, командир Императорской стражи Суй Чжоу и императорский евнух Ван Чжи объединяют усилия, чтобы раскрыть череду загадочных дел. По мере большего раскрытия преступлений, троица понимает, что у некоторых высокопоставленных лиц имеются скрытые намерения, включая заговор с целью совершения кровавого переворота. Одновременно попадая в дворцовые интриги, героям предстоит решить и личные проблемы друг с другом и родными.

## В ролях

### Главные роли
- Даррен Чэнь — Тан Фань (Имя при рождении: Жуньцин), чиновник шестого ранга префектуры Шунтянь, известен своей сообразительностью и быстротой раскрытия дел. Добросердечен, любит поесть.
- Фу Мэн По — Суй Чжоу (Имя при рождении: Гуанчуань), командир Императорской стражи Цзиньи-вэй. Опытный боец и хороший повар.
- Лю Яо Юань — Ван Чжи, императорский евнух и главнокомандующий Западной Ограды. Умён и дальновиден.

### Второстепенные роли

#### Люди вокруг Тан Фаня
- Хуан Ян Дянь Тянь — Дун, служанка Тан Фаня. Несмотря на юный возраст, она очень умна и аналитична. Ей нравится Суй Чжоу.
- Мао И — Пэй Хуай, опытный врач и близкий друг Тан Фаня.
- Хэ Нань — Доэрла, ойратская девушка, которая вначале конфликтует с Тан Фанем, затем дружит с ним.
- Пань Ши Ци — Тан Юй, старшая сестра Тан Фаня.
- Лу Цзинь Хао — Хэ Чэн, сын Тан Юй и племянник Тан Фаня.
- Ла Му Ян Цзы — Дун Гу, владельца и шеф-повар ресторана Дун Цзи.
- Чжан И Лун — Уюнь Булаге (У Юнь), слуга Доэрлы. Хорошо разбирается в оружии и лошадях.

#### Люди вокруг Суй Чжоу
- Сюн Сюн — Сюэ Лин, подчиненный и друг Суй Чжоу в Императорской страже.

#### Императорская семья
- Цай Хэн — император Чэнхуа.
- Алисса Цзя — императорская благородная супруга Ван, покровительница Ван Чжи и сестра Ван Дуна.
- Фан Сяо Ли — вдовствующая императрица Чжоу, мать Императора и двоюродная бабушка Суй Чжоу.
- Лю Ши Цзе — наследный принц, сын Императора и благородной супруги Цзи, но воспитанный благородной супругой Ван.

## Создание
Сериал был снят по даньмэй-роману Мэн Сиши «14-й год правления императора Чэнхуа». В связи с цензурой в Китае романтические отношения главных героев были заменены на броманс.
Исполнительным продюсером выступил Джеки Чан, это его первый опыт в продюсировании веб-сериала. В интервью он отметил, что снял много боевиков и комедий, и на этот раз он хочет принять участие в создании молодежной, непринужденной и интересной истории. Также он поставил боевые сцены.

## Отзывы и критика
В Китае телесериал получил низкие оценки, на сайте Douban средняя оценка от зрителей составляет 5,8.
После премьеры зрительские отзывы были негативными. Одной из основных причин стала игра главного актера Даррена Чэна. Он получил критику от поклонников оригинального романа за «излишнюю ребячливость» и изменение характера Тан Фаня. Фанаты романа были недовольны добавлением намека на романтические отношения между Тан Фанем и девушкой Доэрлой. Также по-мнению фанатов хаотичный сюжет в первых четырех сериях может запутать зрителей, которые не читали оригинальный роман.
Однако с показом второй половины сериала зрительские рейтинги и оценки стали расти, благодаря сюжету и постановке. Во время показа последних серий хэштег с названием сериала на Weibo набрал 820 миллионов просмотров и 1,093 миллиона обсуждений.
Приём за рубежом оказался более позитивным: сериал имеет оценку 9,5 на Viki и 8,5 на MyDramaList.